# 燒肉粽事件
燒肉粽事件發生於1986年3月5日，是臺灣著名的自殺墜樓者壓死路人的事件。事件之所以稱為「燒肉粽」，是因為家境清寒的被害者黃棟樑當時正於墜樓地點(台北市中山區新生北路附近)騎乘腳踏車叫賣燒（熱）肉粽。當時臺灣媒體蓬勃伊始，加上事件新奇，因此事件變成家喻戶曉。之後，臺灣凡有類似自殺墜樓者壓死/壓傷無辜路人或壓毀乘具者，媒體大多會再提起該命案。

## 背景與事件經過
該事件被害人黃棟樑，職業是於晚上販售北部粽。因為適合久蒸並可立即於熱食，因此適合晚上叫賣。在臺灣，該行業所利用運具隨時代進步有所不同；例如從自行車演變成摩托車。因為便宜加上相當大眾化，從事者於1980年代都會區頗眾。從業者通常21:00-22:00以後才出來做生意，並以叫賣聲兜售車架上之肉粽。
1986年3月5日凌晨，叫賣肉粽的小販黃棟樑如平日至台北市中山區新生北路一帶，沿路叫賣營業。當時居住台北市中山區新生北路二段林森觀光大廈的女子胡玉梅，因為煙癮遭對方退婚，心情不佳寫下遺書後，當天約3點從10樓住處爬上13樓跳樓輕生。未料壓到剛好路經樓下的黃姓小販，以致黃某當場死亡。胡姓女子經急救後僅雙腳受傷。
當時警方調查，胡姓女子有抽菸習慣和菸癮，因為男友和男友家人非常討厭抽菸的人，所以她刻意隱瞞菸癮，也從不曾在男友面前抽菸，2人交往3年後決定訂婚，不料在宴客那天，胡女躲在陽台抽菸，卻被準未婚夫家人撞見，男方家人對此非常不諒解，還要求退婚解除婚約，並要求胡女退還11萬元聘金(相當於2023年的20.1萬)，胡女無力償還，且一時想不開之下，才會在隔日凌晨3點從住處13樓頂跳樓輕生，而沿街叫賣燒肉粽的黃棟樑當時恰巧在該大樓前賣燒肉粽，被墜樓的胡姓女子撞擊當場慘死，胡姓女子因過失而致死罪嫌，被台北地院判刑6個月，發生此事後，胡女的生活過的非常不順遂。「燒肉粽案」是國內第一起跳樓壓死路人意外。釀禍的胡姓女子雖從鬼門關被救回，但因為生活太不順，所以事發10多年後，胡姓女子還是選擇在租屋處割腕自殺，正式結束了自己的生命。
燒肉粽事件之後，陸續也發生多起類似案件，2004年9月，台南市49歲張姓男子從23樓跳下，砸中樓下一輛轎車，造成28歲曾姓女駕駛傷重不治，張姓男子重傷；2014年8月，台北市罹患精神疾病的21歲吳姓男子，從住處10樓頂樓跳樓自殺，剛好壓中正在與警衛聊天的61歲李姓婦人，雙雙慘死；2016年4月，南投一名林姓婦人在一棟大樓下賣菜，被一名從該大樓7樓頂跳樓自殺的林姓男子壓中，雙雙傷重不治。2021年2月，樹林太元街發生雷同的墜樓案，66歲丁姓女子疑似因為欠錢想不開，從住處11樓陽台跳樓，而路過的45歲吳姓男子不幸被跳樓的丁姓女子擊中壓傷，最後送醫急救後昏迷指數只剩3，後於2月16日凌晨不治身亡。2024年5月，在新竹租屋的彭某在住處外牆2樓清理環境時不慎跌落，導致路過的鄭某被從天而降的彭某砸到，送醫不治。

## 學界借例解析
因為事件在臺灣知名度高，學界常以此例作各方面解析。

### 文教
在佛教界，有多篇關於此事件之分析。例如以膜拜地藏王菩薩為主神的臺中縣地藏慈願協會《慈願雜誌》曾刊登文章〈自殺不是萬靈丹〉，認為意外緣於「一口煙」細故跳樓自殺，連帶意外壓死一名賣燒肉粽小販，起因在於人們不確定感愈深、逃避現實、抗拒壓力。
不只講求因緣的佛教引此例，連基督教教派文宣也曾以「池魚之殃」來講述案件，並以「我們都是罪人，但我們也是被別人的罪所波及的人」來做結論。
在文學方面，此事件常被各式雜文提及。例如朱天心所著短篇小說〈預知死亡記事〉，曾引申為意外禍及他人的事例。又例如米奇·艾爾邦《在天堂遇見的五個人》中文版的附加引言，也以此例子作為人際關係的疏遠與親近。如果擴及影劇，提及此事件的更是多如牛毛，例如中國電視公司綜藝節目《歡樂假期》、三立台灣台連續劇《臺灣霹靂火》、第十一屆台北文學獎舞台劇劇本得獎作品吳瑾蓉《檔案K》等。

### 法律
於中華民國法律而言，臺灣法學界認為，自殺之人跳樓前，應早知下面可能有攤販甚或來往之汽車，且當知跳樓會造成其他人損害（如壓毀攤販或路人）；故該事件論及法理，則為「行為人雖非故意，但按其情節，應注意並能注意而不注意者，為過失」（《中華民國刑法》第14條）。事實上，胡姓婦人因遭法官推斷「知道該條道路會有鄰人來往，但卻未加以注意，壓死經過之小販」，後依法應論處《中華民國刑法》第276條的過失致死罪。
在案例延伸論述方面，法學界認為：若該婦女已死亡，依《刑事訴訟法》第252條第6款規定，檢察官應為不起訴處分；但是攤販家屬可依《民法》向跳樓當事人的繼承人請求民事賠償。